# 阿寒川
阿寒川（あかんがわ）は、北海道釧路市を流れ太平洋に注ぐ二級河川。阿寒川水系の本流である。

## 地理
北海道釧路市北部の阿寒摩周国立公園に指定されている阿寒湖に源を発し、国道240号とほぼ並行して南へ流れ、釧路市大楽毛で太平洋に注ぐ。
特筆すべきは道内三位（流域面積）の二級河川である。

## 地名由来
元名ラカンベツ（Rakan pet）。ウグイの産卵川という説や大地震で付近の山河が大きく変化しても雄阿寒岳だけは動じなかった。それでアカン・ウン・ピンネシリ（不動・の・男山）と呼ばれ、アカンが地名になった説がある。

## 流域の自治体
北海道
釧路総合振興局釧路市

## 治水
かつては釧路川の支流であり、現在の仁々志別川下流を流れ釧路市新釧路町付近で合流していた。
低湿地を流れる釧路川の氾濫を防止するために阿寒川を直接太平洋に分流させる工事が実施され、明治23年の釧路市山花のオンネ沼から大楽毛川の支流に通ずる第1分水溝6.24kmと、明治32年の釧路市北斗から第1分水溝へ通ずる第2分水溝2.75kmを建設した。さらに下流では、釧路港への土砂流入の対策として釧路川から切り離す工事を大正3年から6年にかけておこない、釧路市昭和町付近から南へ流れ、直接海に至るように流路が変更された。この流路は阿寒新川と名づけられた。
大正9年8月10日には大雨による大洪水が発生した。このとき第1分水溝が破壊され全量が第1分水溝側に流れるようになり、阿寒川は大楽毛川を経て直接太平洋岸に注ぐ川となった。その後、阿寒川と分離した阿寒新川は、昭和5年に完成した釧路郡釧路町岩保木地点から分流する釧路川新水路の河口部として利用され、名称を新釧路川に変えている。

## 利水
ほくでんエコエナジー（株）（ほくでんグループ）により、上飽別発電所、飽別発電所、徹別発電所、蘇牛発電所に4つの水力発電所が設置されている。
また河口付近にある王子マテリア釧路工場で製紙プラント用や大楽毛水産加工団地の工業用水のとして利水される。

## 支流
- 双湖台川（ペンケトーに流入）
- 上イベシベツ川（パンケトーに流入）
- イベシベツ川（阿寒湖に流入）
- 清流川
- 鹿遊川
- ポンピリカネップ川
- ピリカネップ川
- イタルイカオマナイ川
- 白水川
- オンネナイ沢川
- 飽別川
- 徹別川
- ニタベツ川
- 舌辛川
- ツタ川
- ウエンベツ川
- ヌカマンベツ川
- 大楽毛川
- オタノシケップ川

## 主な橋梁
- 雄観橋 - 国道240号
- 鶴の恵橋
- 阿寒川橋 - 国道240号（本橋梁は公共用水域の水質測定地点[2]である阿寒川橋であり、下記の北海道道243号線の阿寒川橋とは別物である。）
- 上徹別橋
- 四十一線橋 - 北海道道667号徹別原野雄別停車場線
- 三十七線橋
- 中央橋 - 国道274号
- 松之恵橋
- 阿寒川橋 - 北海道道243号阿寒標茶線
- 十四線橋
- 山花橋 - 北海道道222号雄別釧路線
- 新音羽橋
- 嘶橋 - 湿原道路
- 阿寒川大橋 - 国道38号（釧路新道）
- 大楽毛橋 - 国道38号（旧道）
- 阿寒川橋梁 - JR根室本線